# Мокрањско врело
43° 12′ 16″ С; 22° 17′ 09″ И / 43.2045° С; 22.285833° И
Мокрањско врело један је од многобројних крашки извор у кршу Источне Србије, који избија у атару села Мокра, у подножју источних падина Суве планине. Оно је у ствари извориште Мокрањске реке, једне од левих притока Коритничке реке изнад нивоа Беле Паланке. Врело прихрањује хидрогеолошка површина слива од око 38 km², која с налази на простору између Нишаве, Мокрањске реке, Коритничке реке, Кутинске реке и Пусте реке. Највиша кота у сливу је 1.800 m висине.

## Геоморфологија
Геолошки састав околине Мокрањског врела одређен је његовим положајем у односу на две крупне тектонске јединице - антиклиналу Сува планина и терцијерно синклинално подручје које се пружа паралелно са долином Коритничке реке. У литолошком погледу скоро цело сливно подручје изграђено је од карбонатних стена - слојевитих и банковитих кречњака и доломита доње креде и старијих формација који су тектонски доста оштећени и карстификовани. Терцијалне наслаге долине Коритнице састоје се од лапоровито - глиновитих, класичних карбонатних седимената. У хидрогеолошком погледу главни резервоари подземних вода су карбонатне наслаге (кречњаци) доње креде из којих избија врело Мокра, а олигоценски седименти чине водонепропусну баријеру. Кота истицања воде на овом врелу је 337 m.
Хидрогеолошка својства кречњачког комплекса вела Мокра зависна је од више фактора.
- То су на првом месту геоморфолошке карактеристике залеђа врела, односно његовог сливног подручја или ширег кречњачког масива Суве планине. То је планински, огољен и веома интензивно карстификован терен са високом инфилтрацијом.
- На другом мсети су то климатолошки и хидролошки фактори који утичу на хидрогеолошке карактеристике терена преко високих падавина који једним делом падају у виду снега па се инфилтрација и задржавање воде у подземљу врши више и дуже него код неких других карсних врела.
- На трећем месту је инајмаркантнији природни фактор, интензивна карстификација која је условљена и омогућена рептурном тектоником - бројним раседима и природом стена тј. њиховом растворљивошћу. Бројни раседи, пукотине и прслине су накнадним физичким и механичким дејством карстификоване тако да данас представљају путеве кретања подземних вода.[4]

Издан је у свом већем делу слободна, међутим, запажено је да се при високим нивоима подземне воде у каналима налази под притиском.
Количине воде које истичу у кречњацима условљавају равномерност при истицању поготово у периоду средњих и минималних вода. Вода је доброг квалитета и релативно стабилног понашања.

## Хемијске особине воде.
Хемијски састав и бактериолошки налази ових вода су за дужи период времена су задовољавајући за пиће. Температура воде овог врела показује значајне осцилације температуре воде, која се на једној групи извора креће се око 10,5 °C, са колебањем од 9,5°—12,6 °C. Ове осцилације су највероватније условељена разликама променама у издашности воде, али и чињеницом да Мокрањско врело под Сувом планином избија на више места по ободу једног вртачастог басена, тако да разлика у температури воде недвосмислено указује да извори Мокрањског врела, икао избијају у истом басену пречника око 6 метара, имају посебна подручја храњења па се може претпоставити да и Мокрањско врело припада посебном типу крашкотермалних врела.
Воде Мокрањчевог врела као и свих крашких врела Источне Србији показују у целини слабу минерализацију. Према спорадичним анализама, она се креће од 210–360 mg/1 остатка испарења.
Замућења врела су запажена само изузетно као веома ретка и краткотрајна, док је просечна вишегодишња издашност износи 310 l/sec тј. Q = 0,31 m³/sec.

## Експлоатација врела
На врелу је изграђена каптажа, из која вода гравитационо укључена у заједнички цевоводни систем Нишавског регионалног подсистема у склопу будућег регионалног Доње - Јужноморавског система водоснабдевања.
Сем дезинфекције не постоји други третман воде са овог врела пре употребе. Количина воде која се експлоатише и Мокрањачког врела је, Qmax = 800 l/sec.